# Wielka Synagoga w Płocku
Wielka Synagoga w Płocku – główna synagoga płockiej Żydowskiej Gminy Wyznaniowej. Znajdowała się na rogu ulic Synagogalnej i Tylnej. W czasie II wojny zamieniona na warsztat samochodowy i garaż dla autobusów. Po wojnie składnica złomu. Rozebrana przez władze miasta w 1951 r.

## Żydzi w Płocku
Nie wiadomo, kiedy pojawili się w Płocku pierwsi Żydzi. W dokumencie biskupa płockiego Piotra I Półkozica z 1237 napisano: Granice zaś miasta mają być od kurhanów, (...) aż do studni przy kościele Wojsława i drugiej studni – żydowskiej. Z treści można wnioskować, że istniała już wówczas dzielnica żydowska. Ukształtowana w średniowieczu, przetrwała w niezmienionych granicach do XX w. Znajdowała się w części starego miasta niedaleko murów miejskich, na północny wschód od Starego Rynku, po obu stronach ulicy Żydowskiej.
W XIX w. rozrosła się infrastruktura gminy żydowskiej. W 1866 wybudowano budynek Wielkiej Synagogi. Po 1810 wzniesiono Małą Synagogę. W 1845 założono nowy cmentarz żydowski. W 1872 oddano do użytku szpital żydowski im. Izaaka Fogla. Posiadał oddziały: chirurgiczny, położniczy, płucny, wewnętrzny, neurologiczny. W początkach XIX w. pojawili się w Płocku pierwsi chasydzi. Przez kolejne dziesięciolecia ścierali się ze zwolennikami tradycyjnego judaizmu.
W okresie międzywojennym w Płocku miały swoje oddziały wszystkie najważniejsze żydowskie partie polityczne: „Mizrachi” (działała od 1917, kierował nią Icchak Aszkenazy), „Poalej Syjon Lewica” (Becalel Okolica), „Poalej Syjon Prawica” (Fiszel Fliderblum, Szlomo Greenszpan, Dawid Gold), „Cejrej Cijon”, „Agudas Isroel” (Lajb Kilbert, Lajb Geliebter), „Bund” (Herman Kruk, Izrael Gerszon Bursztyn, Pinchas Szwarc), Organizacja Ogólnych Syjonistów, syjoniści-rewizjoniści (Nowa Organizacja Syjonistyczna). Z każdą z nich były powiązane różnorodne organizacje kulturalne, oświatowe, sportowe czy zawodowe.
W pierwszych dniach września 1939 do Płocka zaczęły napływać kilkusetosobowe grupy Żydów z miejscowości leżących w pobliżu granicy polsko-niemieckiej. W dniach 2-6 września wielu płockich Żydów, w obawie przed bombardowaniem miasta, uciekło do ościennych miejscowości. Po przekazaniu w październiku 1939 przez komendanturę wojskową władzy niemieckiej administracji cywilnej, represje stały się stałym elementem życia codziennego miejscowej ludności. Na ulicach dochodziło do pobić, obcinano brody, poniżano i prześladowano. Ograbiono stara synagogę. Zamieniono ją następnie na warsztat samochodowy. Zdewastowano stary i nowy cmentarz żydowski.

## Historia Synagogi
Pierwsza wzmianka o synagodze w Płocku pochodzi z 1534 roku. W 1658 Jan Kazimierz zezwolił na budowę nowej synagogi, na miejsce zniszczonej parę lat wcześniej. Obok istniejącego od XVII w. bet midraszu przy ul. Synagogalnej, wybudowano w 1866 na miejscu starej, wielkiej synagogi, nowy okazały budynek. Zbudowano go na planie kwadratu w stylu orientalnym. Zewnętrzne ściany zdobiły bogate płaskorzeźby i ornamenty. Wnętrze rozświetlały półkoliście i odcinkowo zamknięte okna. Wejście znajdowało się w rzeźbionym, półkoliście zamkniętym portalu, nad którym umieszczona była rozeta z Gwiazdą Dawida. Nad budynkiem wznosił się czterospadowy, namiotowy dach przekryty kopułą, na zwieńczeniu której znajdowała się ażurowa wieżyczka z cebulastym hełmem. Synagoga usytuowana była między ulicami: Synagoglaną i Tylną w pobliżu odcinka ul. Bielskiej.
W czasie II wojny światowej zdewastowana przez hitlerowców i zamieniona początkowo na warsztat samochodowy, a następnie na garaż autobusowy. Po 1945, w samej synagodze, jak i na placu przed nią znajdowała się składnica złomu. Na polecenie władz miasta w 1951 roku, grożący zawaleniem budynek - rozebrano. Po Wielkiej Synagodze pozostała dziś tylko nazwa ulicy – Synagogalna. Plac wokół synagogi nazwano później imieniem 13 Straconych.